# Trustul Wellcome
Trustul Wellcome este o organizație de caritate, axată pe cercetarea biomedicală, cu sediul în Londra. A fost înființată în anul 1936, având la bază averea magnatului 
Henry Wellcome. Scopul trustului este „îmbunătățirea stării de sănătate, încurajând cele mai luminate minți”. În plus, pe lângă finanțarea cercetării în domeniul biomedical, trustul susține înțelegerea științei de către publicul larg. 
Trustul Wellcome a fost descris de către ziarul Financial Times ca fiind principala sursă de finanțare non-guvernametală pentru cercetarea științifică din Marea Britanie și una dintre cele mai mari surse de finanțare din lume.
În domeniul cercetării medicale, Trustul Wellcome este al doilea mare finanțator privat, după Fundația Bill și Melinda Gates.